# Жмієво-Куце
Жмієво-Куце (пол. Żmijewo-Kuce) — село в Польщі, у гміні Ступськ Млавського повіту Мазовецького воєводства.
Населення — 68 осіб (2011).
У 1975-1998 роках село належало до Цехановського воєводства.

## Демографія
Демографічна структура станом на 31 березня 2011 року:
|          | Загалом | Допрацездатний вік | Працездатний вік | Постпрацездатний вік |
| -------- | ------- | ------------------ | ---------------- | -------------------- |
| Чоловіки | 37      | 6                  | 27               | 4                    |
| Жінки    | 31      | 3                  | 22               | 6                    |
| Разом    | 68      | 9                  | 49               | 10                   |